# Nothing Happens
 (octobre 2024).
La mise en forme du texte ne suit pas les recommandations de Wikipédia : il faut le « wikifier ».
Les points d'amélioration suivants sont les cas les plus fréquents. Le détail des points à revoir est peut-être précisé sur la page de discussion.
- Les titres sont pré-formatés par le logiciel. Ils ne sont ni en capitales, ni en gras.
- Le texte ne doit pas être écrit en capitales (les noms de famille non plus), ni en gras, ni en italique, ni en « petit »…
- Le gras n'est utilisé que pour surligner le titre de l'article dans l'introduction, une seule fois.
- L'italique est rarement utilisé : mots en langue étrangère, titres d'œuvres, noms de bateaux, etc.
- Les citations ne sont pas en italique mais en corps de texte normal. Elles sont entourées par des guillemets français : « et ».
- Les listes à puces sont à éviter, des paragraphes rédigés étant largement préférés. Les tableaux sont à réserver à la présentation de données structurées (résultats, etc.).
- Les appels de note de bas de page (petits chiffres en exposant, introduits par l'outil «  Source ») sont à placer entre la fin de phrase et le point final[comme ça].
- Les liens internes (vers d'autres articles de Wikipédia) sont à choisir avec parcimonie. Créez des liens vers des articles approfondissant le sujet. Les termes génériques sans rapport avec le sujet sont à éviter, ainsi que les répétitions de liens vers un même terme.
- Les liens externes sont à placer uniquement dans une section « Liens externes », à la fin de l'article. Ces liens sont à choisir avec parcimonie suivant les règles définies. Si un lien sert de source à l'article, son insertion dans le texte est à faire par les notes de bas de page.
- La présentation des références doit suivre les conventions bibliographiques. Il est recommandé d'utiliser les modèles {{Ouvrage}}, {{Chapitre}}, {{Article}}, {{Lien web}} et/ou {{Bibliographie}}. Le mode d'édition visuel peut mettre en forme automatiquement les références.
- Insérer une infobox (cadre d'informations à droite) n'est pas obligatoire pour parachever la mise en page.

Pour une aide détaillée, merci de consulter Aide:Wikification.
Si vous pensez que ces points ont été résolus, vous pouvez retirer ce bandeau et améliorer la mise en forme d'un autre article.
Albums de Wallows
Spring Remote
Nothing Happens est le premier album studio du groupe américain Wallows, publié le 22 mars 2019 chez Atlantic Records.

## Contexte
Dylan Minnette, Cole Preston et Braeden Lemasters se connaissent depuis l'enfance. Après s'être produit sous le nom The Feaver puis The Narwhals, le groupe prend son nom actuel en 2017 avec la sortie de leur premier single, Pleaser. Le groupe publie son premier EP en 2018 intitulé Spring.
Le 1er février 2019, Wallows publie le premier single de l'album, Are You Bored Yet ?, avec l'artiste américaine Clairo. Un clip vidéo sort le même jour avec un caméo de Noah Centineo. Le deuxième single de l'album, Scrawny, sort le 18 février 2019, puis le troisième single, Sidelines, le 8 mars 2019.
Nothing Happens est écrit et produit par les membres du groupe, à savoir Braeden Lemasters, Cole Preston et Dylan Minnette ainsi qu'avec là participation de John Congleton. Le groupe commence à travailler sur l'album dès l'année 2018, après la parution de leur EP Spring.

## Personnel
- Dylan Minnette - chant, basse, guitare rythmique, clavier
- Cole Preston - batterie, piano, clavier, chant, guitare
- Braeden Lemasters - chant, guitare lead, basse

## Sortie et promotion
Nothing Happens est disponible dès sa sortie sur toutes les plateformes de streaming et en téléchargement, mais également en vinyle et en CD. Le groupe fait la promotion de son album avec notamment un passage le 19 février 2019 dans l'émission The Tonight Show Starring Jimmy Fallon, pour interpréter le single Are You Bored Yet ? avec Clairo. La veille de la sortie de l'album, le 21 mars, Wallows a accordé une interview complète au magazine Atwood, décrivant le processus d'écriture de l'album. En avril 2019, Wallows se produit au Coachella Valley Music and Arts Festival à Indio, en Californie, pour sa toute première fois. Le groupe part en tournée en 2019-2020, lors du  Nothing Matters Tour, interrompu par la crise du Covid-19. Le groupe filme quatre spectacles tout en suivant les procédures de sécurité COVID qui ont permis aux fans de regarder les performances de Wallows depuis chez eux. Ces performances ont été filmées au Roxy Theatre (West Hollywood).

## Liste des titres
Toutes les chansons sont écrites et composées par Dylan Minnette, Cole Preston et Braeden Lemasters sauf mention contraire
Nothing Happens
| 1.    | Only Friend                     |                                           | 3;01 |
| 2.    | Treacherous Doctor              |                                           | 2:43 |
| 3.    | Sidelines                       |                                           | 3:00 |
| 4.    | Are You Bored Yet ? avec Clairo | Minnette - Preston - Lemasters - Coltrill | 2:58 |
| 5.    | Scrawny                         |                                           | 2:46 |
| 6.    | Ice Cold Pool                   |                                           | 3:57 |
| 7.    | Worlds Appart                   |                                           | 4:14 |
| 8.    | What You Like                   |                                           | 3:21 |
| 9.    | Remember When                   |                                           | 2:35 |
| 10.   | I'm Full                        |                                           | 3:42 |
| 11.   | Do Not Wait                     |                                           | 6:30 |
| 38:47 |                                 |                                           |      |

Nothing Happens - Edition 5ème Anniversaire
| 1.    | Only Friend                                                 |                                           | 3;01 |
| 2.    | Treacherous Doctor                                          |                                           | 2:43 |
| 3.    | Sidelines                                                   |                                           | 3:00 |
| 4.    | Are You Bored Yet ? avec Clairo                             | Minnette - Preston - Lemasters - Coltrill | 2:58 |
| 5.    | Scrawny                                                     |                                           | 2:46 |
| 6.    | Trust Fall                                                  |                                           | 3:21 |
| 7.    | Underneath the Streelights in the Winter Outside Your House |                                           | 1:10 |
| 8.    | Ice Cold Pool                                               |                                           | 3:57 |
| 9.    | Bad Remake                                                  |                                           | 3:08 |
| 10.   | Worlds Appart - Extented ending                             |                                           | 4:30 |
| 11.   | What You Like                                               |                                           | 3:21 |
| 12.   | Just Like a Movie                                           |                                           | 4:07 |
| 13.   | Remember When                                               |                                           | 2:35 |
| 14.   | I'm Full                                                    |                                           | 3:42 |
| 15.   | Do Not Wait                                                 |                                           | 6:30 |
| 50:55 |                                                             |                                           |      |

## Charts
| Charts (2019)             | Position |
| ------------------------- | -------- |
| US Billboard 200          | 75       |
| US Top Alternative Albums | 8        |
| US Top Rock Albums        | 13       |